# Економски либерализам
Економски либерализам је политичка и економска идеологија заснована на снажној подршци тржишној привреди и приватном власништву у средствима производње. Иако економски либерали такође могу у одређеној мјери подржати владине прописе, ипак теже противљењу владиној интервенцији на слободном тржишту када оно инхибира слободну трговину и отворену конкуренцију. Економски либерализам описан је као економски израз класичног либерализма.
Као економски систем, економски либерализам је организован на појединачној линији, што значи да највећи могући број економски одлука доносе појединци или домаћинства, а не колективне институције или организације. Привреда којом се управља према овим прописима може се описати као либерални капитализам или либерална привреда.
Економски либерализам повезан је са слободним тржиштем и приватним власништвом над капиталном имовином. Историјски гледано, економски либерализам је настао као одговор на меркантилизам и феудализам. Данас се економски либерализам сматра супротности некапиталистичким економски поретцима као што су социјализам и планске привреде. Такође је у супротности са протекционизмом због подршке слободној трговини и отвореним тржиштима.
Економски либерали обично се придржавају политичке и економске филозофије која заговара уздржану фискалну политику и уравнотежен буџет, кроз мјере попут ниских пореза, смањене државне потрошке и минимизираног државног дуга. Слободна трговина, дерегулација привреде, нижи порези, приватизација, флексибилност тржишта рада и противљење синдикатима. Економски либерализам слиједи исти филозофски приступ као класични либерализам и фискални конзервативизам.